# Archytas lopesi
Archytas lopesi är en tvåvingeart som beskrevs av Guimaraes 1961. Archytas lopesi ingår i släktet Archytas och familjen parasitflugor. Inga underarter finns listade i Catalogue of Life.